# Джон Раймил
Джон Ридош Раймил (на английски: John Riddoch Rymill) е австралийски полярен изследовател.

## Ранни години (1905 – 1931)
Роден е на 13 март 1905 година в град Пенола, Южна Австралия, втори син в семейството на земеделския фермер Робърт Раймил. Завършва средното си образование в Мелбърн, където се заражда любовта му полярните пътешествия. В Лондон следва астрономия, картография и навигация. Там завършва и пилотски курсове.

## Експедиционна дейност (1931 – 1937)
През 1931 участва като геодезист и пилот в британска полярна експедиция. Пресича Гренландия от изток на запад, от Ангмагсалик до Холстейнборг по 67º с.ш.
От 1934 до 1937 на шхуната „Пенола“ възглавява английска експедиция в Антарктида, като екипажът, с изключение на капитана и механика, се състои само от научни работници. На борда е натоварен малък едномоторен самолет с радиус на действие 150 км и 50 канадски кучета. В края на януари 1935 „Пенола“ достига до Аржентинските о-ви (65°04′ ю. ш. 64°00′ з. д. / 65.066667° ю. ш. 64° з. д.) до западните брегове на Антарктическия п-ов и зимува в удобен залив. На брега на един от островите е построен хангар за самолета и на 28 февруари 1935 е извършен първия рекогносцировъчен полет с цел разузнаване на пътя, по който ще преминат сухопътните отряди.
В края на зимата, август 1935, няколко отряда се отправят за изследване и картиране на западното крайбрежие на п-ов Земя Греъм (Антарктически п-ов). През лятото корабът се освобождава от ледения плен и е решено да се построи нова база на юг на остров Дебенем (68°08′ ю. ш. 67°05′ з. д. / 68.133333° ю. ш. 67.083333° з. д.), след което корабът отплава за Фолклъндските о-ви. От новата база са извършени няколко полета над п-ов Земя Греъм, а полевите отряди през зимата (юни-август 1936) извършват изследване на крайбрежието на полуострова срещу остров Аделейд. През лятото (декември 1936-март 1937) с кучешки впрягове англичаните достигат северния до бряг на остров Земя Александър I, продължават на юг и откриват шелфовите ледници Уорди (69°15′ ю. ш. 67°30′ з. д. / 69.25° ю. ш. 67.5° з. д.) и Джордж VІ (70 – 74º ю.ш., 67 – 78º з.д.), вторият отделящ остров Земя Александър I от полуострова.
По около 70° ю.ш. полярния отряд пресича високопланинската част на полуострова и достига до източното крайбрежие на 70° 40' ю.ш. (п-ов Айелсън). На 5 февруари 1937 групата благополучно се прибира в базата на остров Дебенем, където малко преди това е пристигнала „Пенола“, с която се завръщат в родината.
Експедицията на Джон Раймил открива, изследва и картира около 700 км от западното крайбрежие на Антарктическия п-ов (Земя Греъм) и прилежащите острови. Събира богати геоложки колекции, определя високопланинския характер на Земя Греъм и доказва, че Земя Греъм е полуостров на Антарктида, а не група острови. За откритията си в Антарктида Раймил е награден с медали от Британската полярна служба, Британското кралско географско дружество и Американското географско дружество.

## Следващи години (1937 – 1968)
След приключване на експедиционната си дейност Раймил се жени за английския географ Елеонора Мери Франсис и се завръща в родния си град в Австралия. До края на живота си е градски съветник.
Умира на 7 септември 1968 година в родния си град на 63-годишна възраст.

## Памет
Неговото име носи връх Раймил (73°03′ ю. ш. 65°50′ з. д. / 73.05° ю. ш. 65.833333° з. д., 1128 м) в планината Принц Чарлз, Земя Макробъртсън, Антарктида.

## Съчинения
- „The Btitish Graham Land Expedition 1934 – 37“, The Geogr. Journ., 1937;
- „British Graham Land Expedition 1934 – 37“, The Geogr. Journ., 1938;
- „Southern Lights“, 1938.